# Gaetano Starrabba
Prins Gaetano Starrabba di Giardinelli (Palermo, Sicilië, 3 december 1932) is een voormalig autocoureur uit Italië. Hij nam deel aan zijn thuisrace in 1961 voor het team Lotus, maar scoorde hierin geen punten voor het wereldkampioenschap Formule 1.